# Medernach
Medernach (lb. Miedernach) – wieś (Uertschaft) we wschodnim Luksemburgu, w kantonie Diekirch, siedziba administracyjna gminy Vallée de l’Ernz. Do 3 października 2015 miejscowość leżała w dystrykcie Diekirch, a do 31 grudnia 2011 samodzielna gmina. Wieś zamieszkuje 1455 osób (1 stycznia 2023).